# Ficedula semitorquata
El papamoscas semiacollarado (Ficedula semitorquata) es una especie de ave paseriforme de la familia Muscicapidae propia del suroeste de Asia, el extremo suroriental de Europa y África. 

## Descripción

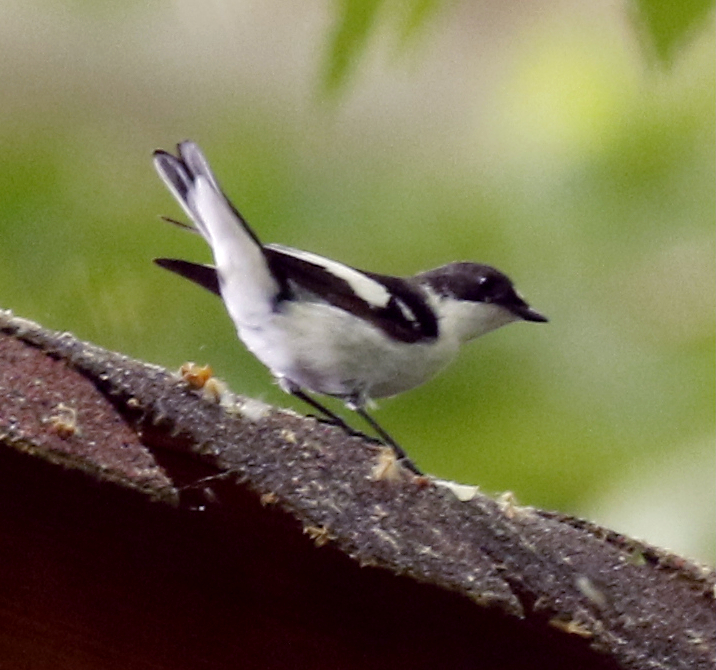
Ejemplar en Bulgaria.

El papamoscas semiacollarado mide entre 12 y 13,5 cm de largo, con una apariencia intermedia entre el papamoscas acollarado y el papamoscas cerrojillo. En el pasado fue clasificado como una subespecie del papamoscas acollarado.
El macho en época de cría tiene las partes superiores principalmente negras, con manchas blancas, y las inferiores blancas. Presenta gran parte de las alas manchadas en blanco, además de los laterales de la cola, y una pequeña mancha blanca en la frente. Los laterales de su cuello son blancos, en extensión mayor que el papamoscas cerrojilo. Su obispillo es de color gris claro. Su pico es negro, y tiene la forma puntiaguda y ancha de los insectívoros aéreos.   
Las hembras, los machos en plumaje no reproductivo y los juveniles tienen las partes superiores de tonos pardos claros, salvo las alas y cola que también son negras y blancas. Así son bastante difíciles de diferencian de otros miembros de Ficedula, en especial del papamoscas acollarado, del que en el pasado fue considerado una subespecie.

## Distribución y hábitat
Es un pájaro migratorio, que cría en el sureste de la península balcánica, Anatolia, el Caucaso y regiones aledañas, y viaja al sur para pasar en la región de los Grandes Lagos de África. Es un divagante raro en Europa occidental.
El papamoscas semiacollado es un habitante del cinturón de bosque caducifolio de las zonas montañosas, en especial de robles y carpes. 

## Comportamiento

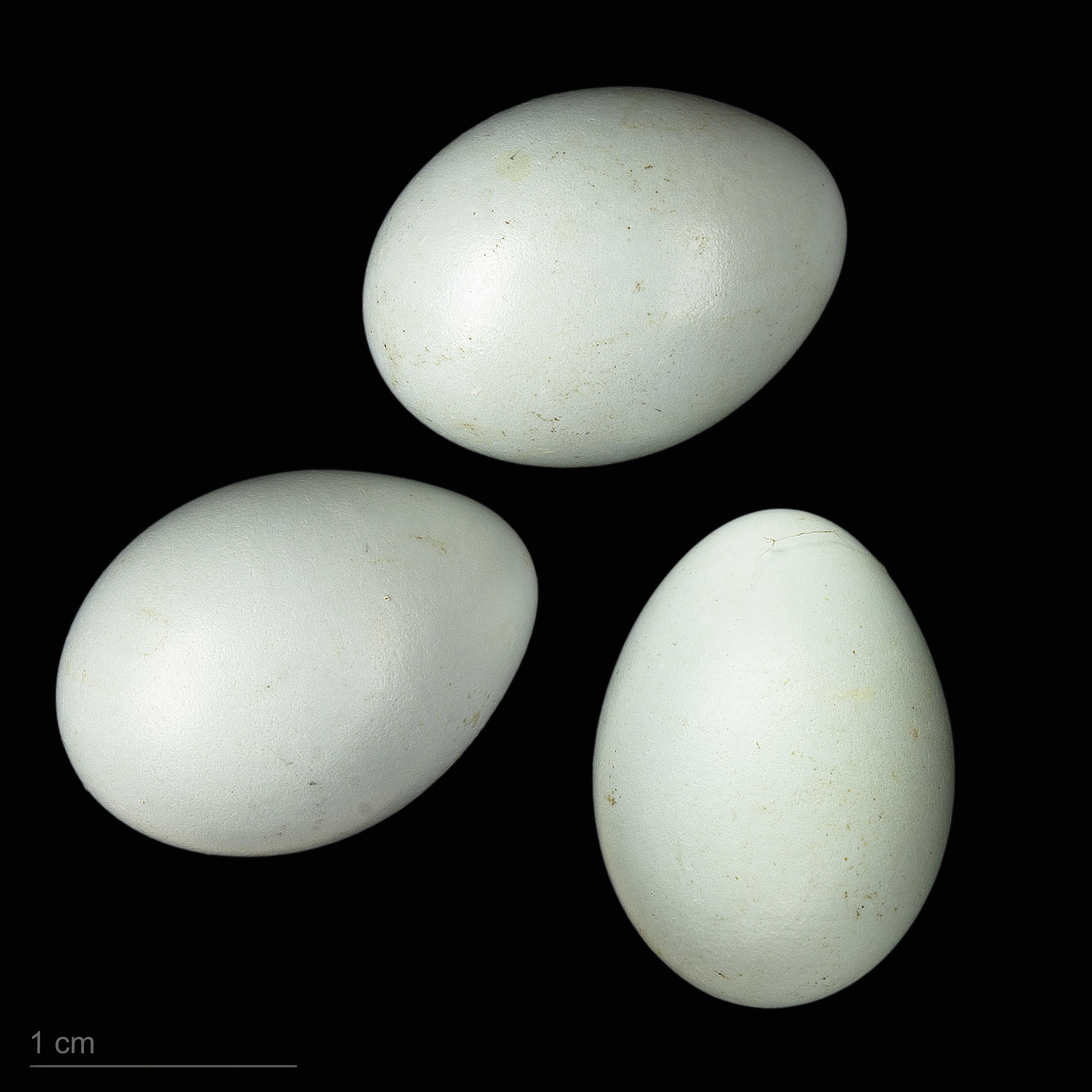
Ficedula semitorquata - MHNT

Se alimenta principalmente de insectos que captura al vuelo, aunque de vez en cuando atrapa orugas entre el follage de los árgoles.
Construye su nido en forma de cuando en los huecos de los árboles, tanto en los formados naturalmente en los árboles grandes como en los huecos viejos de pájaros carpinteros, también puede ocupar las cajas nidos. El tamaño de su puesta oscila entre 4-7 huevos.
Su canto también es intermedio entre el del papamoscas acollarado y el cerrojillo, con silvidos lentos con algunos elementos rítmicos.